# Ambroise (schrijver)

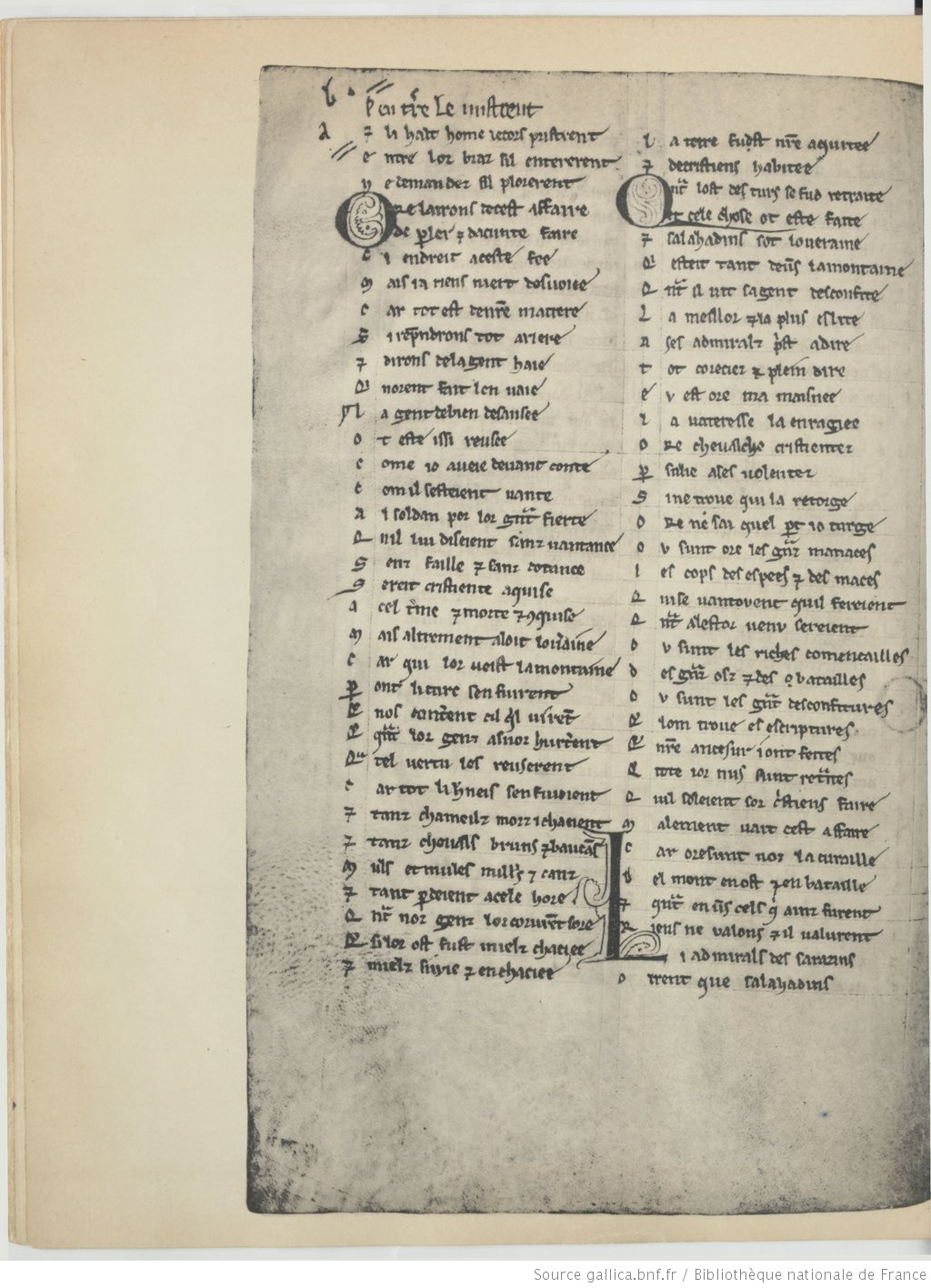
Reproductie van het verso van folium 49 van het Vaticaanse manuscript.

Ambroise (eind 12e eeuw) was de schrijver van L'Estoire de la guerre sainte, waarin in 12 313 verzen de Derde Kruistocht in het Normandisch wordt bezongen.
Ambroise behoorde waarschijnlijk tot de clerus en was vermoedelijk een klerk aan het Angevijnse hof van Richard Leeuwenhart, die in 1187 in het gevolg van zijn heer mee op kruistocht trok en hierdoor een ooggetuige was.
Zijn werk, L'Estoire de la guerre sainte, loopt van de moment dat Richard, toen nog graaf van Poitiers, het kruis opnam in 1187 tot diens vrijlating uit gevangenschap in 1199. Door de opvallende gelijkenissen tussen dit werk en het Latijnse prozawerk Itinerarium Regis Ricardi werd vroeger gedacht dat Ambroise zich op dit werk had gebaseerd, maar het tegendeel lijkt eerder waar te zijn.
Het werk was slechts uit één Vaticaans manuscript bekend (Reg. lat. 1659), dat in 1897 voor het eerst volledig werd uitgegeven door Gaston Paris., Dit manuscript behoorde tot de nalatenschap aan boeken van de ex-koningin Christina I van Zweden aan de Vaticaanse Bibliotheek. In 1988 werd echter een folium van een tweede manuscript ontdekt en in 1992 uitgegeven (Keio-universiteit in Tokio, MS. 170X.9.11). Dit tweede manuscript is van betere kwaliteit dan het Vaticaanse manuscript en kan dus helpen om uitgaves van de tekst te verbeteren, ook al is er slechts één bladzijde van bekend.

## Edities
- G. Paris (ed. trad), L'Estoire de la Guerre sainte: histoire en vers de la troisième croisade (1190-1192), Parijs, 1897.
- M. Ailes - M. Barber (edd.), The history of the Holy War. Ambroise's Estoire de la guerre sainte, I, Woodbridge, 2003.
- M. Ailes (trad. annot.) - M. Barber (annot.), The history of the Holy War. Ambroise's Estoire de la guerre sainte, II, Woodbridge, 2003.